# Mary Vieira

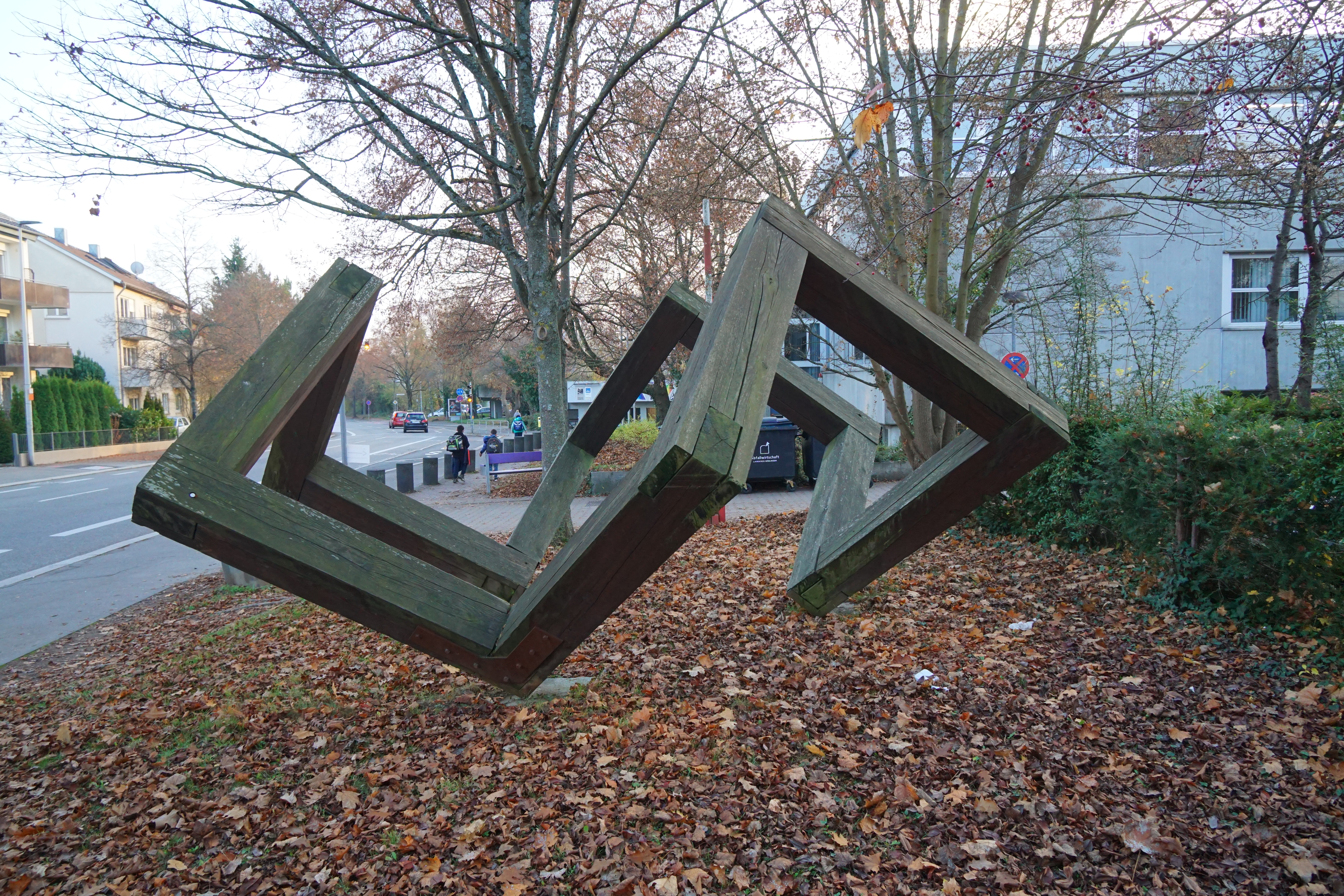
Cuborama, Böblinger Straße Sindelfingen

Mary Vieira (* 30. Juli 1927 in Minas Gerais, Brasilien; † 24. Februar 2001 in Basel) war eine brasilianische Künstlerin und Grafikdesignerin.

## Leben und Wirken
Mary Viera studierte zunächst Pädagogik, anschließend Kunst, mit Schwerpunkt Bildhauerei bei Alberto da Veiga Guignard in Belo Horizonte. 1947 stellte sie im Saal der brasilianischen jungen Künstler der Gemeinde Belo Horizonte aus.
1951 übersiedelte sie nach Europa und nahm auf Einladung von Max Bill an der letzten Ausstellung der Schweizer Gruppe allianz teil.
In Europa entwickelte sie dynamisch geformte Skulpturen und beschäftigte sich intensiv mit den Themen Raum und Bewegung. Die Künstlerin gilt als eine der wichtigsten Vertreterinnen der kinetischen Kunst. Von 1966 bis 1993 unterrichtete sie Raumgestaltung an der Kunstgewerbeschule Basel.
Vieira erlangte darüber hinaus als Grafik-Designerin Bekanntheit. Zwar gestaltete Vieira nur wenige Plakate, diese werden jedoch regelmäßig in historischen Überblicken zur Geschichte des Grafik-Design abgedruckt und als »zwar begrenzter, aber wichtiger Beitrag zur Schweizer Grafik« bezeichnet.

## Werke

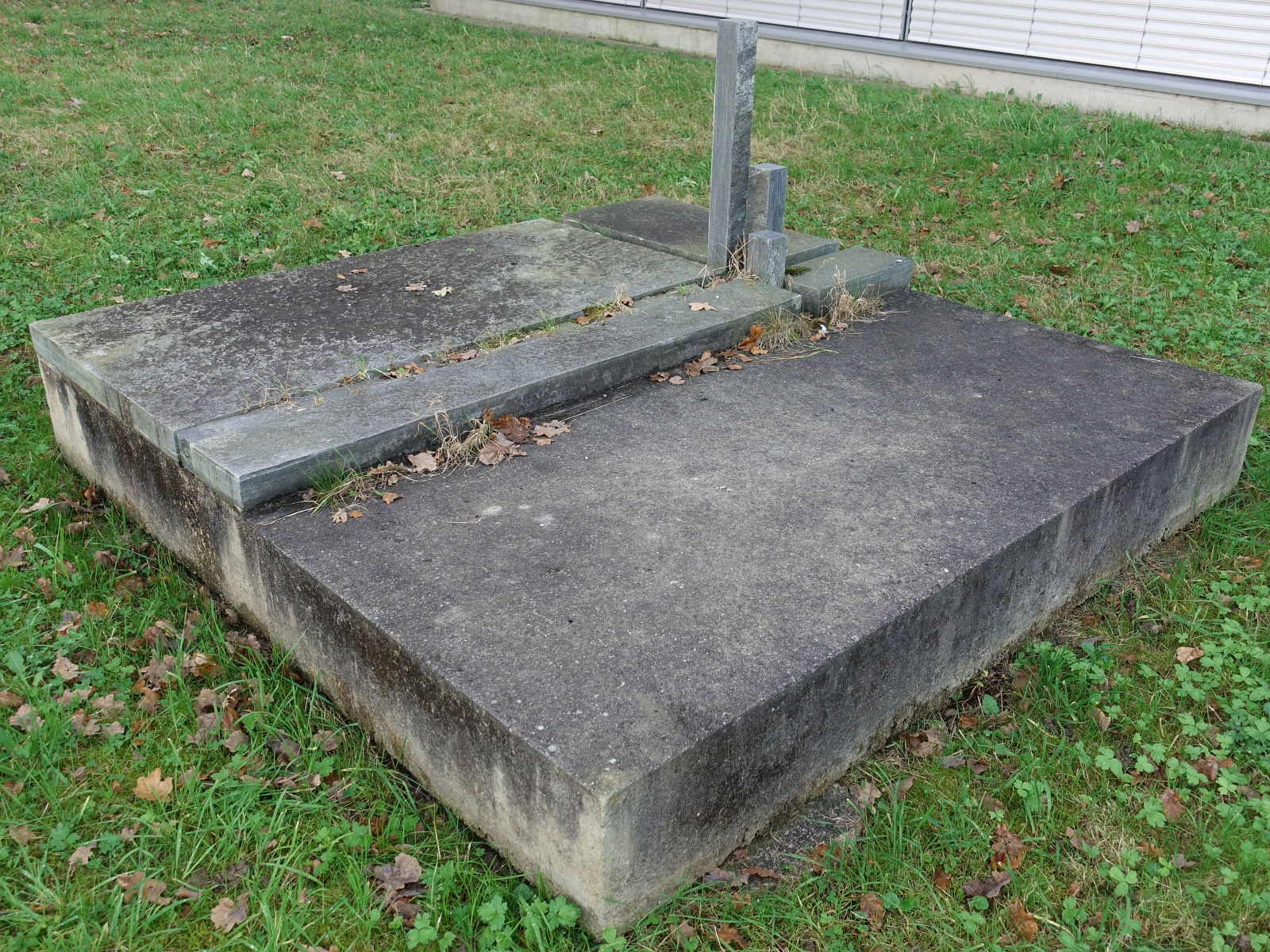
Aufgerichtetes Kreuz, 1968. Bachmatten Schulhaus, Reinach

Ihre Werke sind u. a. Teil der Sammlung des Museum of Modern Art, New York, des Zentrums für Kunst und Medien in Karlsruhe, des Museum für Gestaltung Zürich sowie der Daimler Art Collection, werden weltweit ausgestellt und sind oftmals im öffentlichen Raum installiert, etwa in der Universitätsbibliothek Basel, im Seefeldquai-Park in Zürich oder im Ibirapuera Park in São Paulo.
Online sind einige ihrer Werke u. a. auf artnet.de zu sehen. Das Mary Viera Archive wird vom Isisuf (Istituto Internazionale di Studi sul Futurismo) in Mailand, Italien, verwaltet.

## Auszeichnungen
Vieira erhielt 1953 auf der 2. Biennale von São Paulo den Preis des Museu de Arte Moderna do Rio de Janeiro im Bereich „Brasilianische Skulptur“.
1966 erhielt sie den „International Marinetti Award for Plastic Research on Kinevisual Expression“ anlässlich des 20-jährigen Gründungsjubiläums der Salons des Réalités Nouvelles.